# 玉渊潭东门站
玉渊潭东门站是一个位于中华人民共和国北京市海淀区甘家口街道与西城区月坛街道交界三里河路、月坛南街交叉口，属于北京地铁16号线的地铁车站。本站在2020年完成主体结构施工时，因站台配线不满足列车折返条件，并不在16号线中段的开通车站之列，而是延迟到2021年12月31日首班车起开通。
本站于2021年8月通过消防、设备验收，本站至木樨地区间（开通段）的接触网热滑试验于2021年9月18日完成。

## 车站结构
玉渊潭东门站为地下双层三跨岛式车站，总长256.6米，总宽21.2米，底板埋深27.86米，采用PBA暗挖法施工。

### 楼层分布
| 地面              | -    | B—D出入口                                                                                               |
| 地下一层          | 站厅 | 安全检查、售票机、客服中心、进出站闸机、自动售货机                                                      |
| 地下二层          | 月台 | \| \| \| 16号线往北安河（甘家口） \| \| 島式 · 開左邊车门 \| \| \| \| \| \| 16号线往宛平城（木樨地） \| |
|                   |      | 16号线往北安河（甘家口）                                                                                |
| 島式 · 開左邊车门 |      | |
|                   |      | 16号线往宛平城（木樨地）                                                                                |

### 站厅

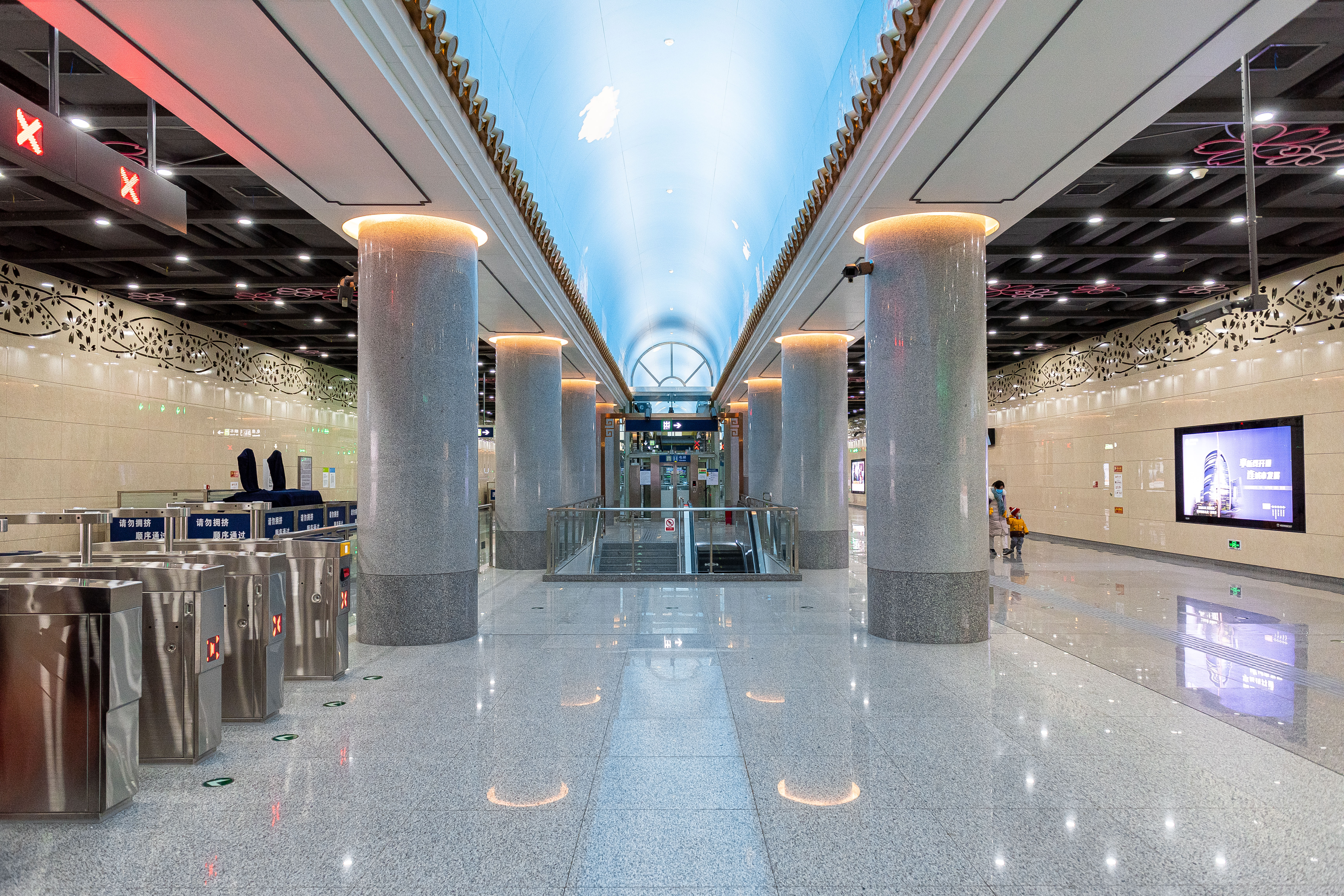
站厅

玉渊潭东门站的站厅层位于地下一层，中跨的半圆形穹顶采用蓝色背景，并点缀有探出黄色琉璃屋檐的樱花；两侧的天花板亦装饰有樱花图案。

### 站台
玉渊潭东门站设有1座12米宽岛式站台，位于三里河路地底。本站开通后，由于16号线利用甘家口至本站区间的存车线实施站前折返，本站仅使用东面路轨，列车进站后开启右侧车门，2022年11月17日因16号线南段试运行，本站启用另一侧站台，不再实施站前折返。站台层至站厅的扶梯侧面为主题为《落樱缤纷》的玻璃刻绘。

### 出入口
玉渊潭东门站在三里河路西侧（玉渊潭公园东门南侧）设置1个出入口（D），三里河路东侧设置2个出入口（B、C），其中位于东北侧的B出入口设有升降电梯。
|                       |                  |                                              |      |            |
| 編號                  | 指示             | 建議前往的目的地                             | 圖片 | 無障礙設施 |
| 出口 · B · 升降机标志 | 三里河路（东侧） | 月坛南街（北侧）、南沙沟小区                 |      |            |
| 出口 · C              | 三里河路（东侧） | 月坛南街（南侧）、国家能源局、北京核工业医院 |      | 不適用     |
| 出口 · D              | 三里河路（西侧） | 玉渊潭公园东门、钓鱼台大酒店                 |      | 不適用     |
| 註： 設有             |                  |                                              |      |            |